# Яненко Марія Іллівна
Марія Іллівна Яненко (до шлюбу Статива) (9 вересня 1962, Мала Петриківка, Петриківський район, Дніпропетровська область) — українська художниця, майстриня петриківського розпису. Членкиня Національної спілки художників України. Працівниця Центру народного мистецтва «Петриківка».
Учасниця багатьох виставках, зокрема персональних.
Сестра відомих майстринь петриківського розпису Валентини Деки, Лідії Булавін і Наталії Стативи-Жарко.